# Sparatoria della Kent State
La sparatoria della Kent State fu un fatto di sangue avvenuto nel 1970 alla Kent State University, in Ohio, negli Stati Uniti d'America.
Il 4 maggio 1970 la Guardia Nazionale degli Stati Uniti d'America aprì il fuoco sugli studenti che protestavano da quattro giorni contro l'invasione statunitense della Cambogia, un'azione che il presidente Richard Nixon aveva lanciato il 1º maggio. La sparatoria della Kent State si rivelò il punto di svolta nell'equilibrio di un'opinione pubblica statunitense preoccupata dall'estendersi della guerra del Vietnam. La sparatoria provocò quattro morti e nove feriti.

## I fatti dei giorni precedenti
Il 2 maggio, a seguito di una notte di agitazioni civili, il sindaco di Kent, Leroy Satrom, dichiarò lo stato d'emergenza e più tardi nel pomeriggio chiese al governatore dell'Ohio, James Rhodes, di inviare la Guardia Nazionale per aiutare a mantenere l'ordine nella cittadina. Quando, quella sera stessa, la Guardia Nazionale arrivò in città, si stava tenendo una grossa manifestazione, nella quale i dimostranti appiccarono il fuoco all'ufficio del Reserve Officer Training Corps (ROTC) presente nel campus. I dimostranti impedirono ai pompieri di spegnere l'incendio, e la Guardia Nazionale evacuò il luogo.
La domenica del 3 maggio, il campus fu occupato da quasi 1 000 uomini della Guardia Nazionale. Una conferenza stampa tenuta dal Governatore Rhodes diede vita all'"ipotesi diffusa tra la Guardia Nazionale e i dirigenti dell'università... che stava per essere dichiarato lo stato di legge marziale, nel quale il controllo del campus sarebbe stato nelle mani della Guardia Nazionale e non in quelle della direzione universitaria, e tutti i raduni sarebbero stati vietati". Rhodes non dichiarò mai lo stato d'emergenza, che avrebbe reso illegali le proteste del 3 e 4 maggio. In serata, due diverse dimostrazioni furono disperse dalla Guardia Nazionale, che sparò dei lacrimogeni in mezzo alla folla.

## La sparatoria
Lunedì 4 maggio era stato programmato un raduno per mezzogiorno, ed i dirigenti dell'università distribuirono 12.000 volantini per tentare di informare la comunità del campus che i raduni erano stati vietati. Una cifra stimata in circa 3.000 persone si riunì negli spazi comuni dell'università, e poco prima di mezzogiorno la Guardia ordinò alla folla di disperdersi e sparò i lacrimogeni.

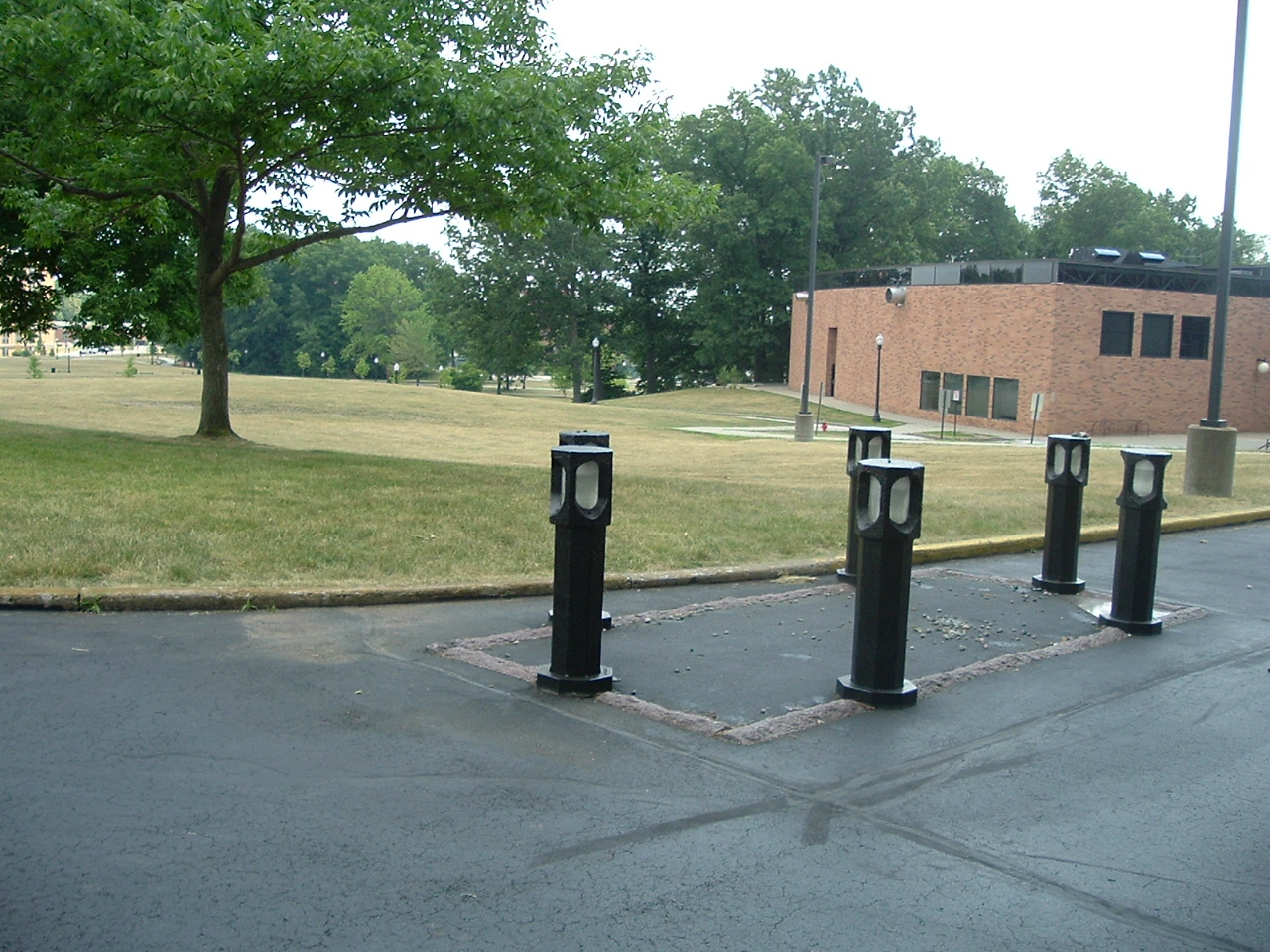
Memoriale a Jeffrey Miller nel sito dove fu rinvenuto il suo cadavere.

A causa del vento, il gas dei lacrimogeni ebbe poca efficacia nel disperdere la folla, parte della quale ora rispondeva ai lanci scagliando pietre, urlando e scandendo slogan. Settanta soldati della Guardia Nazionale, con le baionette inastate, avanzarono in gruppo verso i dimostranti, in un tentativo di disperdere la folla, ma presto si trovarono intrappolati su un campo da allenamento di atletica, recintato su tre lati, dove rimasero per dieci minuti. Iniziarono quindi ad arretrare nella direzione dalla quale erano venuti, seguiti da alcuni manifestanti. Quando raggiunsero la cima di una collinetta, ventotto soldati si voltarono verso la folla e spararono una scarica di 13 secondi con un numero di colpi compreso tra 61 e 67, uccidendo quattro studenti e ferendone nove. Solo uno dei quattro studenti uccisi stava prendendo parte alla protesta. Inoltre, per ironia della sorte, uno degli studenti uccisi, William Schroeder, non coinvolto nella dimostrazione, era membro del capitolo del ROTC (servizio militare universitario).
I morti furono Allison Krause, Jeffrey Miller, Sandra Scheuer e William Schroeder. Nei pressi del luogo in cui furono uccisi è stato eretto un monumento in loro memoria. Una fotografia mostra un'immagine simbolo dell'evento in cui si vede Mary Ann Vecchio, una ragazzina italo-americana, inginocchiata dinanzi il corpo senza vita di Jeffrey Miller, in un pianto disperato. Fu una delle immagini più durature della tragedia e che fece vincere a John Filo un Premio Pulitzer per la fotografia. La fotografia, che per gli statunitensi è stata una delle più influenti del secolo, evoca ancora un'immagine mitica di dolore e fu in grado di portare nelle case una nuova sensazione, che i contestatori, più che degli "sporchi hippy", fossero dei ragazzi perbene dei sobborghi; in effetti Mary Ann Vecchio era all'epoca una quattordicenne scappata di casa, che amava passare il tempo al campus. La fotografia fece il giro del mondo e sollevò sentimenti d'ostilità verso quel governo statunitense.

## Eventi successivi
A seguito della sparatoria, la discussione, in alcuni circoli della stampa, sulla legittimità di una sparatoria contro cittadini statunitensi sotto la legge marziale, o sull'illegalità dell'azione dei dimostranti, riuscì a scuotere ulteriormente le opinioni neutrali, dati i termini del discorso. Si parlò con insistenza di "massacro", come era avvenuto anche per il più piccolo massacro di Boston del 1770.
La sparatoria portò a dimostrazioni in tutti i campus universitari degli Stati Uniti d'America, causando la chiusura di molti di questi, sia a seguito di proteste violente sia per dimostrazioni pacifiche. Il campus della Kent State rimase chiuso fino all'estate del 1970. Il 14 maggio dello stesso anno, furono uccisi due studenti della Jackson State University (storico ateneo nero), e molti altri feriti, in circostanze ancor più discutibili, senza destare l'attenzione nazionale.

## Cultura di massa
- Neil Young, del gruppo folk rock Crosby, Stills, Nash & Young, scrisse e registrò in tempi rapidi una canzone di protesta intitolata Ohio, in reazione alla sparatoria.

- La sparatoria è menzionata anche in un poema di Allen Ginsberg, intitolato Hadda be Playin' on a Jukebox.

## Vittime

### Feriti
- Alan Canfora
- John Cleary
- Thomas Mark Grace
- Dean Kahler
- Joseph Lewis
- Donald MacKenzie
- James Dennis Russell
- Robert Stamps
- Douglas Wrentmore

### Morti
- Allison Krause
- Jeffrey Glen Miller
- Sandra Lee Scheuer
- William Knox Schroeder